# Gran Turismo (filme)
Gran Turismo (mesmo título em Portugal; bra: Gran Turismo: De Jogador a Corredor) é um filme biográfico americano de drama esportivo dirigido por Neill Blomkamp a partir de um roteiro de Jason Hall e Zach Baylin. Produzido pela Columbia Pictures, PlayStation Productions, Trigger Street Productions e 2.0 Entertainment, o filme é baseado na série de videogames de mesmo nome desenvolvida pela Polyphony Digital. Também baseado em uma história real, o filme é estrelado por Archie Madekwe como Jann Mardenborough, um jogador adolescente do Gran Turismo que aspira ser piloto de corrida. Também é estrelado por David Harbour, Orlando Bloom, Darren Barnet, Geri Halliwell Horner e Djimon Hounsou.
O desenvolvimento de um filme baseado em Gran Turismo começou em 2013, com Michael De Luca e Dana Brunetti, com roteiro de Alex Tse. Em 2015, Joseph Kosinski foi contratado para dirigir o filme, e Jon e Erich Hoeber escreveriam um novo roteiro. Em 2018, a versão de Kosinski não estava mais sendo trabalhada. Em maio de 2022, uma nova tentativa de adaptar Gran Turismo começou a ser desenvolvida, com Blomkamp na direção. O elenco principal foi confirmado em setembro, enquanto outras adições ao elenco foram anunciadas em novembro. As filmagens começaram na Hungria no mesmo mês e terminaram em dezembro.
Gran Turismo teve sua première no Circuito de Spa-Francorchamps em Liège, Bélgica em 30 de julho de 2023 e foi lançado em 25 de agosto de 2023 nos Estados Unidos pela Sony Pictures Releasing.

## Premissa
O filme é o Bildungsroman de Jann Mardenborough, um jogador adolescente de Gran Turismo cujas habilidades de jogo venceram uma série de competições de videogame patrocinadas pela Nissan para se tornar um verdadeiro piloto profissional de carros de corrida.

## Elenco
- Archie Madekwe como Jann Mardenborough, um aspirante a motorista adolescente
- David Harbour como Jack Salter, treinador de Jann
- Orlando Bloom como Danny Moore, um executivo de marketing de automobilismo
- Darren Barnet como um dos melhores pilotos da GT Academy ameaçado pelo sucesso de Jann
- Djimon Hounsou como Steve Mardenborough
- Geri Halliwell como mãe de Jann
- Daniel Puig como irmão de Jann
- Josha Stradowski como piloto rival
- Thomas Kretschmann
- Maeve Courtier-Lilley
- Richard Cambridge como Félix
- Emelia Hartford
- Pepe Barroso
- Sang Heon Lee
- Max Mundt
- Mariano González
- Harki Bhambra
- Lindsay Pattison
- Théo Christine
- Nikhil Parmar

## Produção

### Desenvolvimento
Em 2013, a Sony Pictures anunciou que estava desenvolvendo uma adaptação cinematográfica do videogame Gran Turismo da Polyphony Digital com Michael De Luca e Dana Brunetti produzindo, com roteiro de Alex Tse. Em 2015, Joseph Kosinski foi contratado para dirigir o filme, e Jon e Erich Hoeber escreveriam um novo roteiro. Em 2018, a versão de Kosinski não estava mais sendo trabalhada.
Em maio de 2022, foi anunciado que uma nova tentativa de adaptar o jogo estava em desenvolvimento inicial na Sony Pictures e na PlayStation Productions. Pouco depois, Neill Blomkamp foi contratado para dirigir um roteiro escrito por Jason Hall, e a Sony definiu a data de lançamento para 11 de agosto de 2023. Os papéis principais foram escalados em setembro de 2022 com David Harbour como um piloto de corrida veterano que orienta Archie Madekwe como seu treinador. Orlando Bloom foi escalado como um executivo de marketing de automobilismo e Darren Barnet como um piloto ameaçado da GT Academy. Adições adicionais ao elenco foram anunciadas durante as filmagens em novembro, incluindo Djimon Hounsou, Geri Halliwell-Horner, Daniel Puig, Josha Stradowski, Thomas Kretschmann, Maeve Courtier-Lilley, Emelia Hartford, Pepe Barroso e Sang Heon Lee. Max Mundt, Mariano González, Harki Bhambra, Lindsay Pattison, Théo Christine e Nikhil Parmar foram adicionados ao elenco em dezembro de 2022.

### Filmagem
As filmagens começaram na Hungria em novembro de 2022, com Jacques Jouffret atuando como diretor de fotografia.

### Música
Em setembro de 2022, foi noticiado que Stephen Barton comporia a trilha sonora do filme.

## Lançamento
Gran Turismo estreou no Circuito de Spa-Francorchamps em 30 de julho de 2023, após o Grande Prêmio da Bélgica de 2023. Gran Turismo foi lançado de forma limitada nos cinemas dos Estados Unidos pela Sony Pictures Releasing em 11 de agosto de 2023 e foi lançado amplamente em 25 de agosto de 2023. Estava originalmente agendado para ser amplamente lançado em 11 de agosto, mas os planos mudaram devido à greve da SAG-AFTRA. Apesar do atraso nos Estados Unidos, a data de lançamento do filme permanece inalterada em vários mercados internacionais, como o Reino Unido, onde foi lançado em 9 de agosto de 2023. Em Portugal e no Brasil, o filme foi lançado respectivamente nos dias 10 e 24 de agosto de 2023.
Uma atualização do Gran Turismo 7 adicionou uma pintura ao Nissan Nismo GT-R inspirada no filme e foi dada gratuitamente a todos os jogadores que assistiram ao trailer do filme no jogo.

## Recepção

### Bilheteria
Desde 28 de agosto de  2023, Gran Turismo arrecadou US$ 17,3 milhões nos Estados Unidos e Canadá, e US$ 36,5 milhões em outros territórios, totalizando US$ 53,8 milhões em todo o mundo.
Nos Estados Unidos e Canadá, Gran Turismo está projetado para arrecadar entre 12 e 15 milhões de dólares em 3.856 cinemas em seu fim de semana de lançamento. O filme arrecadou US$ 8,5 milhões em seu primeiro dia, incluindo US$ 5,3 milhões em várias exibições nas semanas que antecederam seu lançamento.

### Resposta da crítica
No site agregador de resenhas Rotten Tomatoes, 60% das 174 resenhas dos críticos são positivas, com uma classificação média de 5,9/10. O consenso do site diz: “A ação rápida e o drama alegre do azarão de Gran Turismo são prejudicados por sua narrativa solta da história baseada em fatos, mas este ainda é um filme de corrida geralmente sólido.” O Metacritic, que usa uma média ponderada, atribuiu ao filme uma pontuação de 46 em 100, com base em 43 críticos, indicando “críticas mistas ou médias”. O público pesquisado pelo CinemaScore deu ao filme uma nota média de “A” em uma escala de A+ a F, enquanto os entrevistados pelo PostTrak deu uma pontuação geral positiva de 90%.